# しようよ (曲)
「しようよ」は、SMAPの17枚目のシングル。1995年6月6日にビクターエンタテインメントから発売された。

## 概要
- リリース前の当初に予定されていた仮タイトルは『話をしようよ』だった。
- 「しようよ」は大塚製薬 「オロナミンCドリンク」CMソング。1995年7月7日発売の『SMAP 007〜Gold Singer〜』（ボブ・バーグのテナー・サックスソロを追加したアルバムバージョン）、1997年3月26日発売の『WOOL』（『SMAP 007』収録バージョンに神保彰のドラムを追加）、2001年3月23日発売の『Smap Vest』に収録されている。また、オロナミンＣのCMで流れていた曲は当初テンポやメロディが違っていたが後に差し替わっている。
- カップリングの「Let's go to 週末ヘヴン」はアルバム未収録。歌詞カードには書かれていないが、間奏に香取のラップがある。ロッテ 「シュガーレスガム」CMソング。
- サビの部分では中居正広・木村拓哉・稲垣吾郎と、森且行・草彅剛・香取慎吾でパートが分けられている部分がある（森の脱退後、後者のパートは主に草彅・香取の2人が歌っている）。
- 大サビの前のDメロ部分では中居と木村のパートもある。このパートを曲の最初に歌いイントロに繋げるバージョンも存在しているが、CDには収録されていない。
- 矢野顕子が2000年に、アルバム『Home Girl Journey』の中でカバーしている。

## 初回封入特典
SMAP PRESS Vol.1(セルフライナーノーツ)が初回生産分のみ付属。

## チャート成績
- 1995年6月19日付のオリコン週間シングルランキングで、初週35.2万枚を売り上げ、初登場1位を獲得した。
- 累計売上は61.3万枚（オリコン調べ）。

## 収録曲
1. しようよ
作詞:森浩美 / 作曲:Jimmy Johnson / 編曲:CHOKKAKU / コーラスアレンジ:岩田雅之
  - 木村拓哉出演 大塚製薬「オロナミンC」CMソング
2. Let's go to 週末ヘヴン
作詞:戸沢暢美 / 作曲・編曲:岩田雅之
  - SMAP出演 ロッテ「シュガーレスガム」CMソング
  - ロッテ「SMAPスーパーホルダープレゼント」CMソング
3. しようよ（オリジナル・カラオケ）
4. Let's go to 週末ヘヴン（オリジナル・カラオケ）

## 収録アルバム
- SMAP 007〜Gold Singer〜（#1）
  - アルバム・バージョンを収録。
- WOOL（#1）
  - 別アルバム・バージョンを収録。
- Smap Vest（#1）

## 映像作品
しようよ
- SMAP 007 MOVIES〜Summer Minna Atsumare Party
- SMAP Winter Concert 1995-1996
- 1997 SMAP LIVE ス
  - 5人体制 初披露
- LIVE BIRDMAN
- Smap! Tour! 2002!
- Clip! Smap! コンプリートシングルス（PV映像）

Let's go to 週末ヘヴン
- SMAP 007 MOVIES〜Summer Minna Atsumare Party
- SMAP Winter Concert 1995-1996